# Grammomys dryas
Grammomys dryas је врста глодара из породице мишева (Muridae).

## Распрострањење
Ареал врсте је ограничен на мањи број држава. Врста је присутна у Бурундију, ДР Конгу и Уганди.

## Станиште
Станиште врсте су шуме.

## Угроженост
Ова врста је на нижем степену опасности од изумирања, и сматра се скоро угроженим таксоном.